# Sergio Calderón
Pour les articles homonymes, voir Calderón.
Sergio Calderón, né le 21 juillet 1945 à Coatlán del Río au Mexique et mort le 31 mai 2023 à Los Angeles, est un acteur mexicain.

## Biographie
Sergio Calderón meurt le 31 mai 2023 à Los Angeles à l'âge de 77 ans.

## Filmographie
| Date        | Titre                                         | Réalisateur         | Type | Rôle                         |
| ----------- | --------------------------------------------- | ------------------- | ---- | ---------------------------- |
| 1971        | The Bridge in the Jungle                      | Pancho Kohner       | film | Pedro                        |
| 1971        | Il était une fois la révolution               | Sergio Leone        | film | (non crédité)                |
| 1972        | La Poursuite sauvage                          | Daniel Mann         | film | (non crédité)                |
| 1972        | Mecánica nacional                             | Luis Alcoriza       | film | El Manchas                   |
| 1975        | Los caciques                                  | Juan Andrés Bueno   | film | Chencho                      |
| 1975        | A Home of Our Own                             | Robert Day          | TV   | First Man                    |
| 1975        | Las fuerzas vivas                             | Luis Alcoriza       | film |                              |
| 1976        | Canoa                                         | Felipe Cazals       | film | Presidente municipal         |
| 1976        | El apando                                     | Felipe Cazals       | film | Oficial                      |
| 1976        | La India                                      | Rogelio A. González | film |                              |
| 1976        | Las poquianchis                               | Felipe Cazals       | film |                              |
| 1977        | La Casta divina                               | Julián Pastor       | film |                              |
| 1978        | The Children of Sanchez                       | Hall Bartlett       | film | Alberto                      |
| 1979        | Anacrusa                                      | Ariel Zúñiga        | film | Policía                      |
| 1979        | Smash                                         | Anthony Harvey      | film | Truck driver                 |
| 1979        | Ne tirez pas sur le dentiste                  | Arthur Hiller       | film | Alfonso                      |
| 1981        | Les Risques de l'aventure                     | Stewart Raffill     | film | Hueso                        |
| 1981        | Las siete cucas                               | Felipe Cazals       | film |                              |
| 1981        | La Chèvre                                     | Francis Veber       | film | Prisonnier                   |
| 1982        | Valentín Lazaña                               | Francisco Guerrero  | film |                              |
| 1983        | Eréndira                                      | Ruy Guerra          | film | Truck driver                 |
| 1983 à 1984 | L'Agence tous risques                         |                     | TV   | El Cajon/Malavida Valdez     |
| 1984        | Au-dessous du volcan                          | John Huston         | film | Chief of Municipality        |
| 1986        | Oceans of Fire                                | Steve Carver        | TV   | Oil Worker                   |
| 1988        | Buster                                        | David Green (en)    | film | Fruit Seller                 |
| 1989        | Un fusil pour l'honneur                       | Peter Masterson     | film | Perez                        |
| 1989        | Old Gringo                                    | Luis Puenzo         | film | Zacarias                     |
| 1990        | Randado, ville sans loi                       | Chris McIntyre      | film | Rustler                      |
| 1991        | L'Homme au masque d'or                        | Éric Duret          | film | Javier Chavez                |
| 1991        | Danger public                                 | Nadia Tass          | film | Night Club Bartender         |
| 1991        | El patrullero                                 | Alex Cox            | film | Pasajero Simon               |
| 1993        | Nurses on the Line: The Crash of Flight 7     | Larry Shaw          | TV   | José                         |
| 1996        | Have You Seen My Son                          | Paul Schneider      | TV   | Temo                         |
| 1996        | Mike Land, détective                          |                     | TV   | Fisherman                    |
| 1997        | Men in Black                                  | Barry Sonnenfeld    | film | Jose                         |
| 1997        | El aroma del Copal                            | Antonio Gonzalo     | film | Efren                        |
| 2001        | Warden of Red Rock                            | Stephen Gyllenhaal  | TV   | Toro                         |
| 2003        | Hard Ground                                   | Frank Q. Dobbs      | TV   | General Jesus Navarro        |
| 2003        | Les Disparues                                 | Ron Howard          | film | Emiliano                     |
| 2007        | Pirates des Caraïbes : Jusqu'au bout du monde | Gore Verbinski      | film | Capitaine Eduardo Villenueva |
| 2008        | Les Ruines                                    | Carter Smith        | film | Lead Mayan                   |
| 2010        | Mon beau-père et nous                         | Paul Weitz          | film | Gustavo                      |
| 2011        | Funny or Die Presents…                        |                     | TV   | Janitor                      |

### Doublage
2007 : Pirates des Caraïbes : Jusqu'au bout du monde (jeu vidéo) : Capitaine Eduardo Villenueva